# Štěpán Držislav
Štěpán Držislav (chorvatsky Stjepan Držislav, latinsky Staephanus Dirzisclaus, † 997) byl od roku 969 až do své smrti králem středověkého Chorvatského království z panovnické dynastie Trpimírovců. Panoval bezmála tři desetiletí a jeho vláda tak byla jednou z nejdelších v dějinách země. Zároveň je prvním králem Chorvatska, u něhož je doložena korunovace.

## Život
Štěpán Držislav byl syn a nástupce svého otce, krále Michala Krešimíra II., a jeho manželky, královny Heleny Zadarské (Jeleny Slavné). Po smrti otce roku 969 vládla Helena jménem svého mladistvého syna Štěpána Držislava jako regentka.
Jako sídlo svého panovnického dvora si král zvolil město Biograd na Moru.
Ve válce mezi byzantským císařem Basileiem II. proti bulharskému carovi Samuelovi, se Štěpán Držislav postavil na stranu Byzance. Po odražení bulharského útoku proti několika městům na pobřeží Jadranu, zůstala tato území pod chorvatskou kontrolou. Byzantský panovník Štěpána Držislava povýšil do hodnosti patriarchy a exarchy Dalmácie a Chorvatska. Bulhaři však nadále ovládali území Bosny mezi řekami Drinou a Bosnou.
Štěpán Držislav obdržel královské insignie jako akt uznání byzantským panovníkem a titul „velkokníže“ (latinsky: dux magnis). Roku 988 byl v Biogradu korunován rukou splitského arcibiskupa.
Štěpán Držislav i nadále rozšiřoval a zajišťoval svou říši a dobýval zpět území, která byla za vlády Trpimíra II. ztracena ve prospěch Byzance. Jeho říše se rozprostírala podél pobřeží Jaderského moře a zahrnovala města Krk, Osor, Rab, Zadar, Trogir, Split (Bílé Chorvatsko) Dubrovník, Kotor, Budva a několik měst ve vnitrozemí (tzv. Červené Chorvatsko). Zasloužil se o integraci románské menšiny mezi většinové chorvatské obyvatelstvo.
Svou moc na těchto územích vykonával prostřednictvím svých bánů, po čas svého panování se opíral zejména o pomoc bána Godemíra.

### Závěr života
Před svou smrtí jmenoval Štěpán Držislav svého nejstrašího syna Svatoslava vévodou a určil jej svým následníkem a postupně ho na tento úřad připravoval.
Štěpán Držislav zemřel roku 997. Všichni jeho tři synové, Svatoslav Suronja, Krešimír III. a Gojslav se v následujících desetiletích stali chorvatskými králi, avšak ve vedení země se projevily protichůdné tendence.